# Teoria dos operadores
A teoria dos operadores é o ramo da análise funcional que lida com operadores lineares limitados e suas propriedades. A teoria estende a teoria espectral para operadores limitados, podendo ser ramificada em dois ramos, de forma bem geral, embora ocorram consideráveis sopreposições entre eles.

## Teoria dos operadores simples
Lida com as propriedades e classificação de operadores simples. Por exemplo, a classificação de operador normal em termos de seu espectro encaixa-se nesta categoria.

## Álgebra de operadores
A teoria da álgebra de operadores lida com a álgebra de operadores, como a álgebra C*.